# Ursula Viet
Ursula Viet (* 23. Juli 1926 in Bremen; † 18. April 2010 ebenda) war eine deutsche Mathematikdidaktikerin, die Professorin an der Universität Osnabrück war.
Viet studierte ab 1946 Mathematik, Physik und Philosophie an der Universität Göttingen, der Universität Tübingen und der Albert-Ludwigs-Universität Freiburg mit dem 1. Staatsexamen 1951. Danach war sie Studienreferendarin und ab 1955 Studienassessorin in Bremen. Ab 1959 lehrte sie Mathematikdidaktik an der Pädagogischen Hochschule Osnabrück, an der sie 1968 Professorin wurde. 1971 war sie im Gründungsausschuss der Universität Osnabrück, an der sie 1973 bis zur Emeritierung 1993 ordentliche Professorin war.
Sie befasste sich insbesondere mit empirischen Methoden im Mathematikunterricht (systematische Auswertung von Lehrprogrammen für den Mathematikunterricht, Entwicklung standardisierter Tests zum operativen Verständnis von Mathematik und kognitivem Entwicklungsstand, Modelle der Unterrichtsdifferenzierung). Sie entwickelte Eingreifprogramme und entsprechende Lehrbücher, mit der sich Schüler Lehrinhalte selbständig erarbeiten können.
Sie war Ehrenmitglied der Gesellschaft für Didaktik der Mathematik (GDM) und 1984 bis 1990 dessen zweite Vorsitzende. 
Die von ihr 1994 gegründete Ursula Viet Stiftung fördert empirische mathematikdidaktische Forschung.

## Schriften
- Mathematikunterricht: 5–10, Beltz Verlag 1982
- mit Norbert Sommer: Leistungsdifferenzierung im Mathematikunterricht der Sekundarstufe I, Aulis Verlag 1981
- mit Norbert Sommer: Analyse der Grobstruktur von Schülerleistungen im Mathematikunterricht mit Hilfe verschiedener multivarianter Verfahren, Osnabrücker Schriften zur Mathematik, Universität Osnabrück 1979
- mit Heinz Ragnitz: Teiler und Vielfache, Klett 1973
- mit Heinz Ragnitz: Einführung in die Mengenlehre, Klett 1973
- mit Heinz Ragnitz: Negative Zahlen, Klett 1973
- mit Wilhelm Hestermeyer, Eduard Niehaus: Mathematik: Unterrichtswerk für die Primarstufe, Bochum: Kamp 1977–1978